# Dinant (stacja kolejowa)
Dinant (fra: Gare de Dinant) – stacja kolejowa w Dinant, w prowincji Namur, w Belgii. 
Budowa kolei na lewym brzegu Mozy była powodem dla rozwoju Dinant po obu brzegach. Wcześniej miasto Dinant istniało tylko na prawym brzegu Mozy.
Pierwszy budynek dworca został rozebrany, aby zrobić miejsce dla nowego, nowoczesnego budynku. 
Stacja została otwarta w 1862 roku przez Compagnie du Nord - Belge i była zarządzana przez État w 1892. Obecnie jest własnością SNCB/NMBS obsługiwaną przez pociąg InterCity (IC), regionalne (L), pośpieszne (P) i pociągi turystyczne (ICT).

## Linie kolejowe
- 154 Namur - Givet